# فاصله (فیلم ۱۳۵۴)
فاصله فیلمی به کارگردانی  و نویسندگی مرتضی عقیلی محصول سال ۱۳۵۴ خورشیدی است. فاصله اولین فیلم مرتضی عقیلی در مقام کارگردان است

## بازیگران
- مرتضی عقیلی
- آیلین ویگن
- فرهاد آقاجانی
- آرش
- مهری ودادیان
- عباس ناظری نیک
- خشایار
- غلام ژاپنی
- بهرام وطن‌پرست‏
- پرویز سلیمانی
- هنگامه
- احمد معینی
- علی دهقان
- فرهاد حمیدی
- محرم بسیم